# Barbara Przewłocka
Barbara Elżbieta Przewłocka (ur. 1942) – neurofarmakolożka, profesor nauk medycznych, w latach 1997–2016 kierownikczka Pracowni Uzależnień lekowych, następnie Zakładu Farmakologii Bólu Instytutu Farmakologii PAN, członkini korespondentka Polskiej Akademii Umiejętności.

## Życiorys
W 1965 ukończyła studia biologiczne na Uniwersytecie Jagiellońskim uzyskując magisterium. W 1973 uzyskała doktorat z nauk przyrodniczych. W 1992 habilitowała się w naukach medycznych na podstawie pracy Neurochemiczne i behawioralne aspekty regulacji aktywności endogennych układów opioidowych w antynocycepcji, stresie i działaniu etanolu. W 2000 uzyskała tytuł profesora nauk medycznych.
Wśród jej zainteresowań badawczych były mechanizmy bólu i działania endogennych systemów opioidowych. Opublikowała ponad 200 oryginalnych publikacji naukowych.
Była kierowniczką lub główną wykonawczynią ponad dwudziestu grantów przyznanych przez ministerstwo nauki i szkolnictwa wyższego, Komitet Badań Naukowych, Narodowe Centrum Nauki i Narodowe Centrum Badań i Rozwoju oraz trzech grantów Wspólnoty Europejskiej. Była członkinią Centralnej Komisji Kwalifikacyjnej i wiceprezeską Polskiego Towarzystwa Neuronauki. Współorganizowała szkoły zimowe Instytutu Farmakologii PAN. Została wybrana w skład zarządu Polskiego Towarzystwa Badania Bólu. Została członkinią rad redakcyjnych kilku czasopism. Została członkinią rady naukowej Instytutu Biologii Doświadczalnej im. Marcelego Nenckiego PAN.
Zredagowała tom wydany z okazji pięćdziesięciolecia Instytutu Farmakologii PAN w Krakowie. Była promotorką w sześciu przewodach doktorskich.

## Nagrody
W 1998 wraz z Ryszardem Przewłockim i Haliną Machelską otrzymała Nagrodę im. Tadeusza Browicza przyznana przez Wydział Medyczny Polskiej Akademii Umiejętności.
W 2010 otrzymała Nagrodę Naukową im. Mikołaja Kopernika Fundacji Miasta Krakowa w dziedzinie medycyny za "odkrycia w wyjaśnianiu mechanizmu bólu neuropatycznego, wyrażające się szeregiem publikacji w renomowanych czasopismach o światowym zasięgu, stanowiące istotny postęp w badaniach medycznych".
W 2019 podczas 11. Kongresu Europejskiej Federacji Bólu EFIC (11th Congress of the European Pain Federation EFIC) w Walencji otrzymała nagrodę European Pain Federation Pain Champion.